# 2478 Tokai
2478 Tokai (1981 JC) là một tiểu hành tinh vành đai chính được phát hiện ngày 4 tháng 5 năm 1981 bởi T. Furuta ở Tōkai, Aichi.